# 斯塔茨島
51°53′31″S 61°11′31″W / 51.892°S 61.192°W

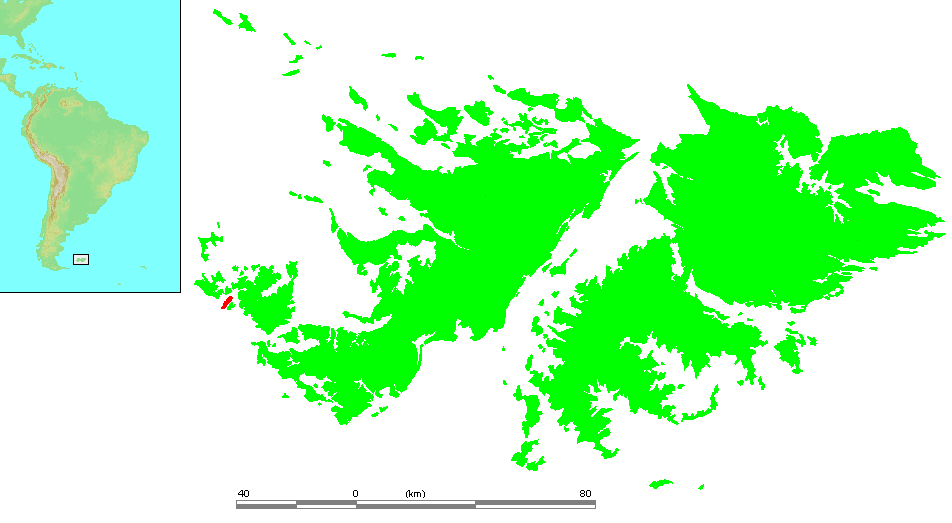

斯塔茨島是英國海外領土福克蘭群島的島嶼，位於比弗島和威德爾島之間，面積5平方公里，島上無人居住，該島有阿根廷狐、原駝和麥哲倫企鵝棲息。

## 外部連結
- Staats island bibliography, including pictures[永久]
- Paper on Staats Island Guanacos, translated from French （页面存档备份，存于）